# إليزابيث أنطون
إليزابيث أنطون (بالإنجليزية: Elizabeth Anton)‏ هي لاعبة كرة قدم نيوزيلندية، ولدت في 12 ديسمبر 1998 في أوكلاند في نيوزيلندا.